# Bürgeralpe
Bürgeralpe är ett berg i Österrike.   Det ligger i distriktet Bruck-Mürzzuschlag och förbundslandet Steiermark, i den östra delen av landet, 90 km sydväst om huvudstaden Wien. Toppen på Bürgeralpe är 1 270 meter över havet, eller 282 meter över den omgivande terrängen. Bredden vid basen är 2,8 km.
Terrängen runt Bürgeralpe är huvudsakligen kuperad. Runt Bürgeralpe är det ganska glesbefolkat, med 48 invånare per kvadratkilometer.. Närmaste större samhälle är Mariazell, 1,1 km söder om Bürgeralpe. 
I omgivningarna runt Bürgeralpe växer i huvudsak blandskog.